# Papilio jacksoni
Espèce
Papilio jacksoni ou Écharpe de Jackson est une espèce de lépidoptères (papillons) de la famille des Papilionidae. Cette espèce est présente au Soudan, en République démocratique du Congo, enOuganda, au Rwanda, au Burundi, au Kenya, en Tanzanie,au Malawi et en Zambie. L'espèce vit dans les forêts de montagnes, de 1300 à 2200 m d'altitude

## Description
Il y a un fort dimorphisme sexuel. À l'avers les ailes du mâle sont noires. Les ailes antérieures portent une bande blanche morcelée, plus mince que chez Papilio echerioides, qui s'amincit vers l'apex. Les ailes postérieures sont arrondies, sans queues. Elles portent une bande blanche plus ou moins large dans la région discale et une série de petites macules blanches marginales en forme de demi-cercle. Au revers les ailes sont marron foncé et présentent des zones éclaircies. Les ailes antérieures portent la même bande qu'à l'avers mais celle-ci est plus estompée à l'apex, et il y a une macule blanche supplémentaire dans la cellule. Les ailes postérieures ont des motifs similaires à ceux de l'avers, mais la bande discale est en partie estompée, les veines noires sont plus visibles, et l'aire basale est orangée avec quelques macules noires. 
La femelle imite à l'avers Amauris echeria, un papillon immangeable, mais lorsqu'elle est au repos, avec les ailes refermées, elle ressemble à Acraea aganice, une autre espèce au goût désagréable pour les prédateurs. Il s'agit d'un exemple remarquable de double mimétisme.

À l'avers les ailes sont noires. Les ailes antérieures portent trois macules blanches, une dans la cellule, une au-dessus de la cellule et une dans la partie discale, ainsi que des macules blanches arrondies submarginales. Les ailes postérieures sont arrondies, sans queues. Elles portent une large macule crème dans la partie discale et des macules blanches marginales et submarginales. Au revers les ailes sont marron foncé. Les motifs des ailes antérieures sont les mêmes, mais les ailes sont légèrement plus claires à l'apex. Les motifs des ailes postérieures sont similaires à ceux de l'avers, mais la macules crème est estompée et les ailes sont orangée dans l'aire basale, avec quelques macules noires.

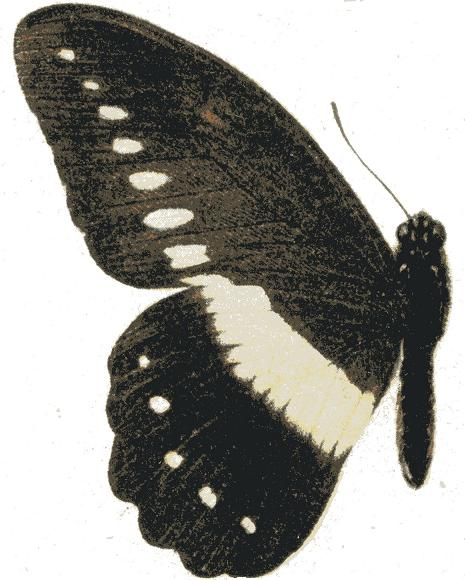
Papilio jacksoni mâle (illustration)
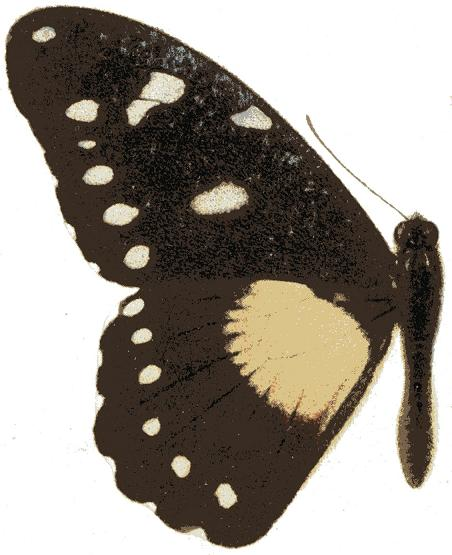
Papilio jacksoni femelle (illustration)
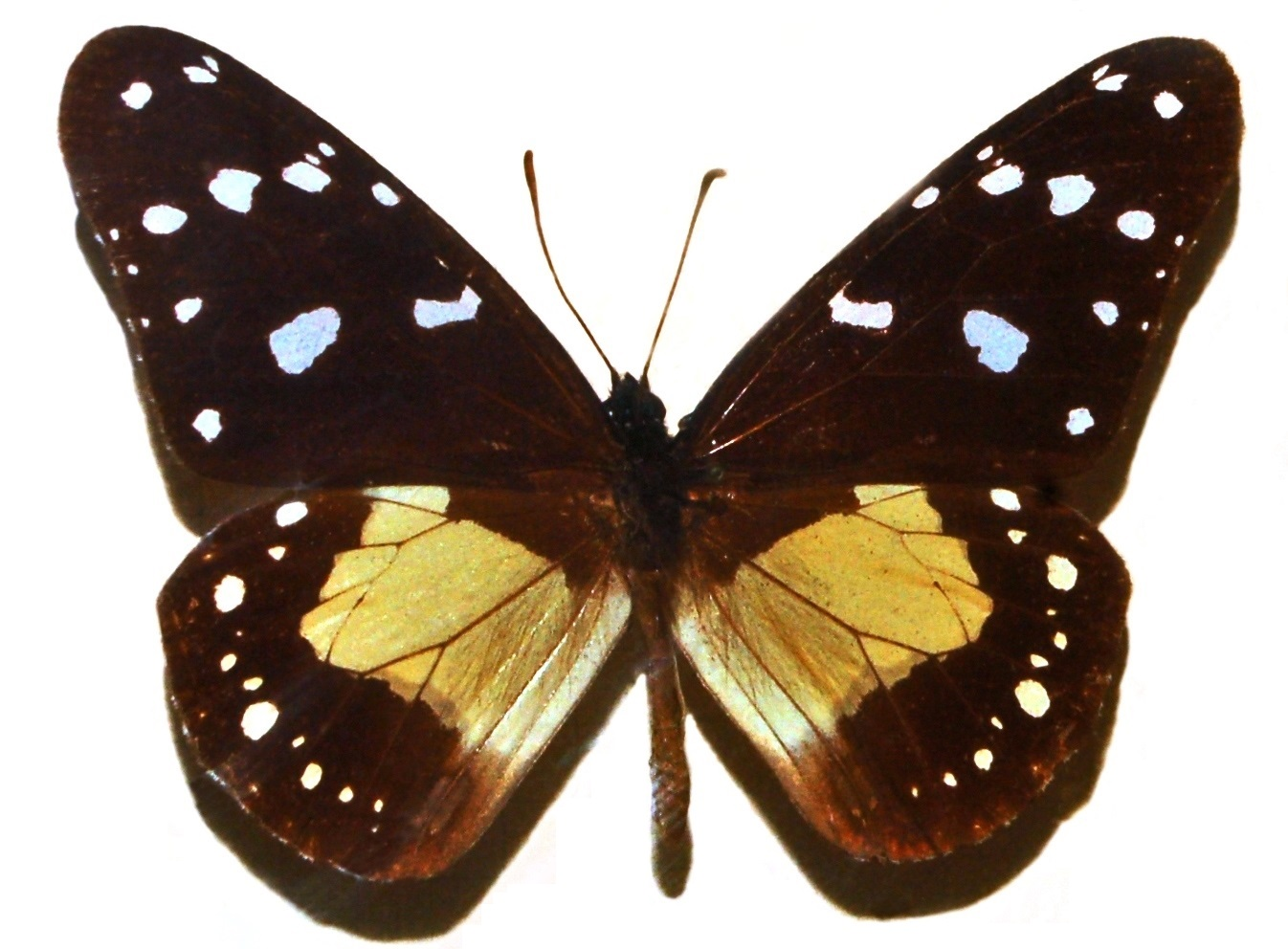
Amauris echeria

## Écologie
La femelle pond ses œufs isolément sur la plante-hôte, au revers des feuilles. Les plantes-hôte connues pour cette espèces sont Clausena anisata et des espèces du genre Zanthoxylum. Les chenilles se nourrissent des feuilles de la plante-hôte. Comme toutes les espèces de Papilionides elles portent derrière la tête un osmeterium, organe fourchu qu'elles déploient pour faire fuir les prédateurs. Le stade larvaire comprend cinq stades. La chrysalide est fixée à son support par son crémaster et maintenue tête en haut par une ceinture de soie. 
Le vol est assez rapide. Les adultes volent à la lisière des forêts, dans les sentiers forestiers et dans les forêts assez clairsemées. Les deux sexes se nourrissent du nectar des fleurs, particulièrement celles qui poussent assez bas. 

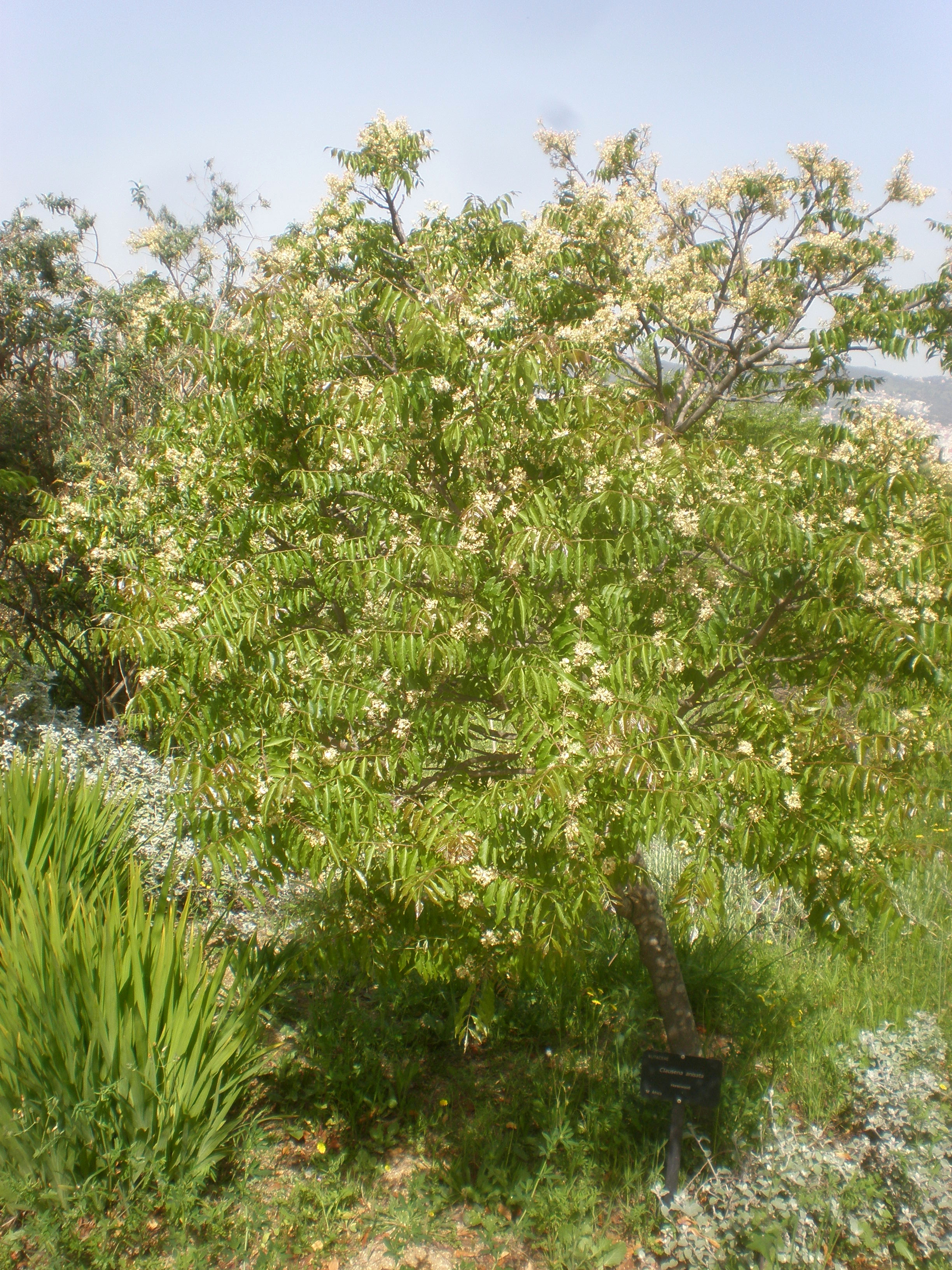
Clausena anisata, plante-hôte
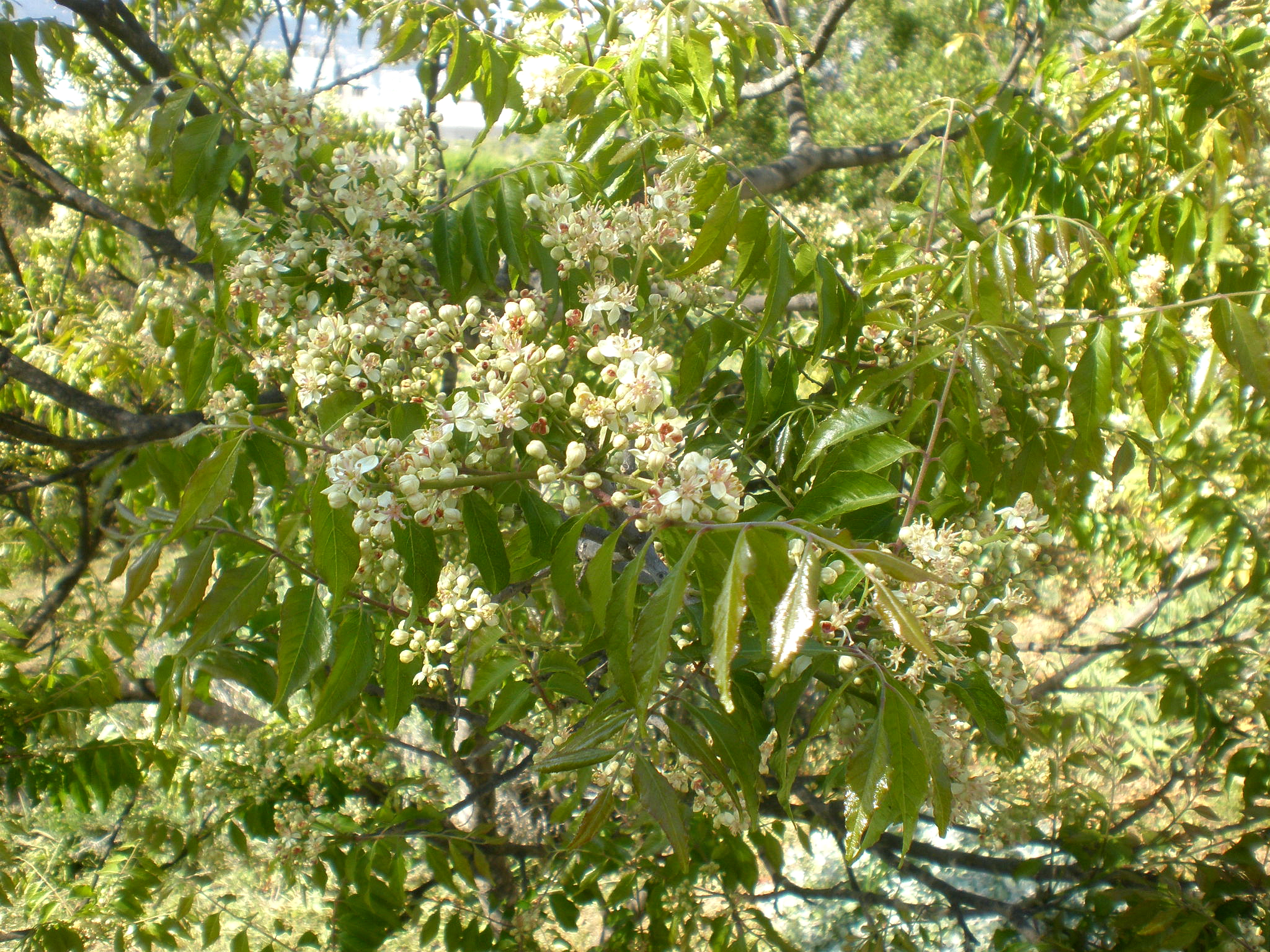
Clausena anisata, plante-hôte

## Habitat et répartition
Papilio jacksoni est présent dans l'écozone afrotropicale : Soudan, République démocratique du Congo, Ouganda, Rwanda, Burundi, Kenya, Tanzanie, Malawi, Zambie.

L'espèce vit dans les forêts de montagnes, de 1300 à 2200 m d'altitude.

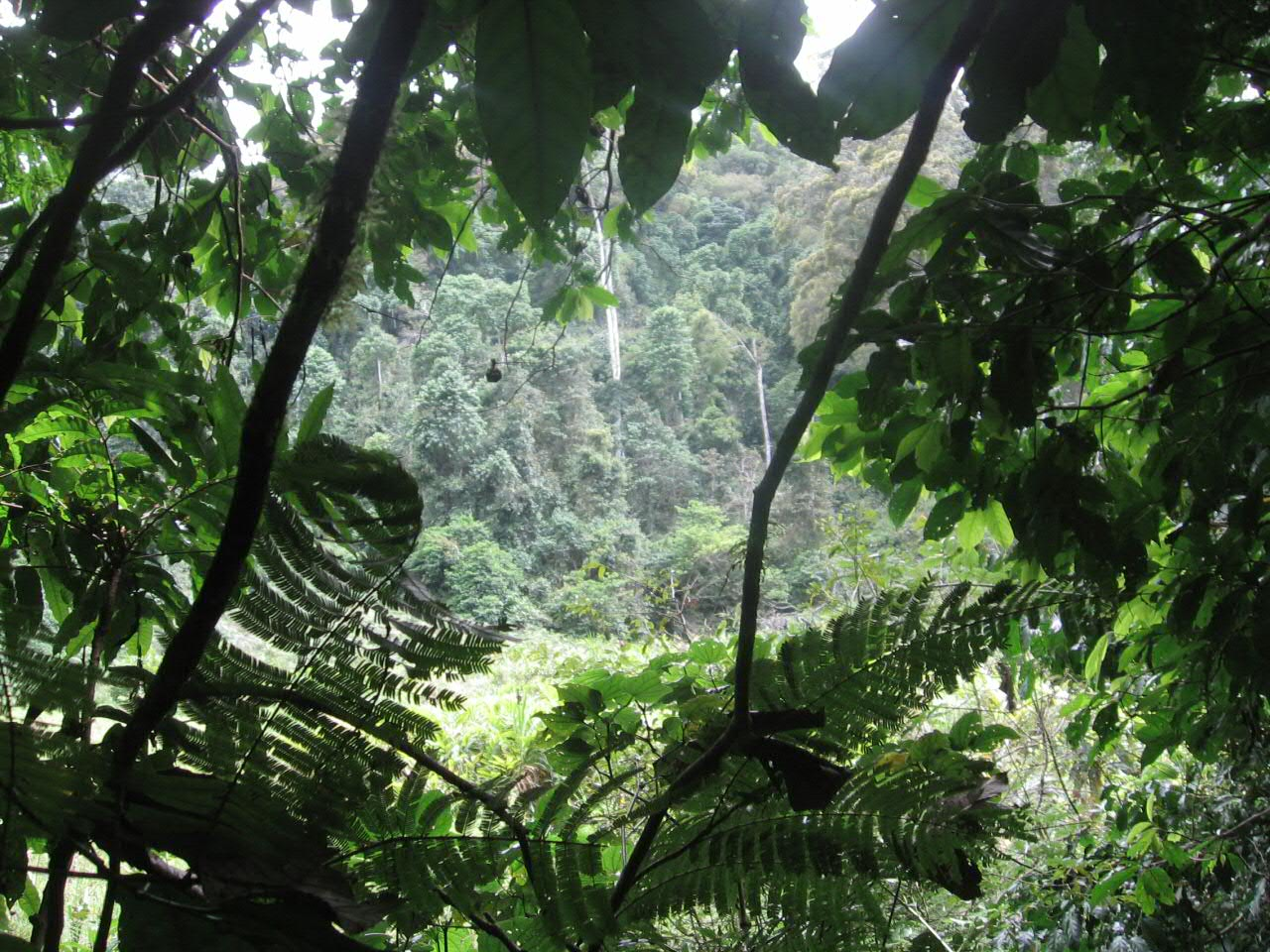
Forêt dans les monts Udzungwa (Tanzanie)
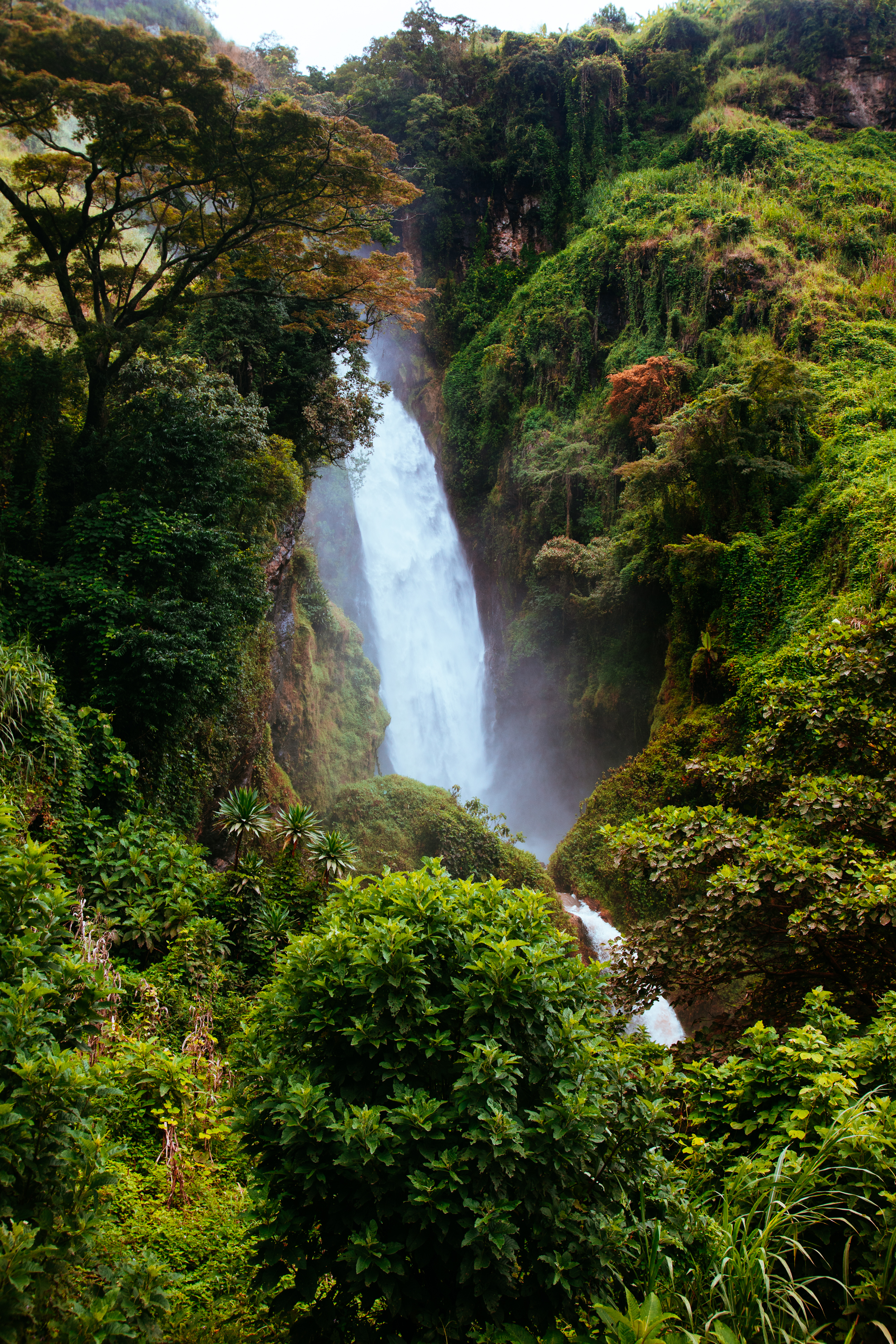
Chutes de Malamba sur le Mont Rungwe (Tanzanie)

## Systématique
L'espèce Papilio jacksoni a été décrite pour la première fois en 1891 par l'entomologiste et illustratrice anglaise Emily Mary Bowdler Sharpe (d) (1869-1928) dans Proceedings of the general meetings for scientific business of the Zoological Society of London. Elle appartient à un groupe de quatre espèces de Papilio d'Afrique subsaharienne. Les autres espèces du groupe sont P. echerioides, P. sjoestedti et P. fuelleborni.

### Sous-espèces[1]
- P. jacksoni jacksoni : Ouganda (est), Kenya (hauts plateaux)
- P. jacksoni hecqui : République démocratique du Congo (nord-est).
- P. jacksoni imatonga : Soudan
- P. jacksoni kungwe : Tanzanie (Kigoma, Mpanda et districts d'Ufipa)
- P. jacksoni nyika : Malawi (Plateau de Nyika), Zambie (Plateau de Nyika)
- P. jacksoni ruandana : République démocratique du Congo (Kivu), Ouganda (côte sud-est du lac Albert), Rwanda, Burundi.

## Papilio jacksoniet l'Homme

### Nom vernaculaire
L'espèce est appelée en anglais "Tapered Sash"  ou encore "Jackson's swallowtail".

### Menaces et conservation
Papilio jacksoni n'est pas évalué par l'UICN. Sa situation n'est pas connue.